# ОШ „Сутјеска” Модрича
ОШ „Сутјеска” једна је од основних школа у Модричи. Налази се у улици Максима Горког 2.

## Историјат
Основна школа „Сутјеска” је основана 1976. године, радила је све до 1992. када је због ратних дејстава престала са радом, школски објекат је уништен. У септембру исте године на нивоу општине је формирана једна школа под називом „Свети Сава”, а у њен састав је ушло свих пет самосталних школа које су пре рата постојале на општини Модрича. Године 2002. донаторским средствима агенције САД за међународни развој је довршена нова школска зграда чија је градња била започета пре рата. Изграђена је и нова спортска сала, котловница и спортски терени, а рад је започет 2. септембра 2002. године у ОШ „Сутјеска” Модрича. Када је поново формирана као самостална школа, одборници Скупштине општине Модрича су се усагласили да школа и даље носи првобитно име.
У саставу основне школе „Сутјеска” се налази осам подручних школа, две деветоразредне Милошевац и Скугрић и шест петоразредних Доњи Кладари, Ждребан, Мишићи Потпоље, Толиса, Крчевљани и Модрича 5. Године 2017. ученици школе су основали азил за псе и мачке.

## Догађаји
Догађаји основне школе „Сутјеска”:
- Светосавска академија[6]
- Дечија недеља[7]
- Недеља дечијих права[2]
- Недеља солидарности[8]
- Дан школе[2]
- Дан ученичких постигнућа[9]
- Дан српског јединства, слободе и националне заставе[10]
- Дан дечије радости[2]
- Дан здраве хране[11]
- Међународни дан хране[12]
- Међународни дан жена[13]
- Међународни дан матерњег језика[14]
- Светски дан јабука[15]
- Светски дан менталног здравља[16]
- Пројекат „Читалићи”[17]